# Igreja Nossa Senhora da Conceição (Serra)
Igreja Nossa Senhora da Conceição é uma igreja católica fundada no ano de 1556 em Serra, município localizado no interior do estado do Espírito Santo.

## História
Localizada na atual cidade de Serra, no interior do estado do Espírito Santo, a fundação remonta o período do Brasil colonial. a aldeia da Conceição teria sido fundada com o apoio dos religiosos a partir da aliança feita pelo primeiro donatário do Espírito Santo, Vasco Fernandes Coutinho, com índios temiminó liderados por Maracaiaguaçu, que migraram fugindo dos ataques de índios tamoios na região do atual norte do Rio de Janeiro.
A fundação da Igreja remonta o ano de 1556, quando foi construída uma capela para Nossa Senhora da Conceição naquela aldeia, por iniciativa do Padre jesuíta Braz Lourenço, mais ou menos ao mesmo tempo em que construíram uma Igreja de São João na aldeia em que vivia o índio Arariboia, atual distrito de Carapina.
A Igreja de Nossa Senhora da Conceição foi construída aos pés do Mestre Álvaro, maciço rochoso em Serra, às margens do Rio Santa Maria da Vitória. A instalação da capela não continha torres, apenas, paredes de alvenaria de pedra argamassada. A igreja foi batizada em homenagem à Imaculada Conceição, segundo o dogma católico, a concepção da Virgem Maria sem mancha (em latim, macula) do pecado original.

### Mudança
Mais de duzentos anos depois da iniciativa do Padre Braz Lourenço, a Capela, todo o povoado e uma aldeia indígena existente na região tiveram que ser transferidos para um outro local, após um surto de malária que acometeu a região. Com a mudança de endereço provocada pelo surto da doença, a igreja transferiu-se para a Praça Barbosa Leão, região central de Serra. Sua nova estrutura ficou pronta no ano de 1769. Nos seus jardins é fincado um mastro, símbolo máximo da festa do Ciclo Folclórico e Religioso de São Benedito, inaugurado há mais de 160 anos, no dia 26 de dezembro.
Devido sua localização mais centralizada a partir de 1769, a capela foi emancipada para Igreja Matriz. No ano de 1938, o então prefeito de Serra, Rômulo Castello incorporou ao templo duas torres, abrigando os sinos, que antes encontravam-se nas laterais. O interior da igreja possui diversas pinturas do artista Walter Francisco de Assis, notório pintor serrano.

## Festividades
A festividade em homenagem à Imaculada Conceição, realizada em 8 de dezembro, coincide com o aniversário da cidade de Serra. Na tradicional festa realizada pela comunidade eclesiástica são organizadas carreatas e missas em homenagem a Nossa Senhora da Conceição.
Em 2020, devido à Pandemia de COVID-19 no Brasil, não houve os tradicionais eventos abertos com shows na cidade para celebrar a data. No ano seguinte, devido ao aparecimento da nova variante Ômicron do SARS-CoV-2 o Ministério Público do Estado do Espírito Santo (MPES) recomendou a não realização de eventos abertos no estado, o que a comunidade religiosa de Serra acatou.